# Myobatrachidae
Myobatrachidae là một họ lượng cư không đuôi được tìm thấy ở Úc và New Guinea. Các thành viên của họ này rất khác nhau về kích thước, từ dài dưới 1,5 cm (0,59 in), đến loài ếch lớn thứ hai ở Úc, Mixophyes iteratus với chiều dài 12 cm.

## Đặc điểm
Họ Myobatrachidae có hình thức chăm sóc con non duy nhất trong thế giới động vật. Hai loài Rheobatrachus được tìm thấy trong họ này. Con cái của các loài nuốt nòng nọc của chúng, nơi chúng phát triển cho đến khi biến thái. Loài Assa darlingtoni có túi ở hai bên cơ thể của nó. Con đực sẽ bảo vệ trứng cho đến khi nở, và đưa những con nòng nọc vào bên trong túi của nó, nơi chúng ở lại cho đến khi biến thái. Một hình thức chăm sóc của khác của con bố mẹ, mặc dù không độc đáo, được tìm thấy ở nhiều loài thuộc chi Limnodynastes, nơi con đực chôn bản thangần những quả trứng, và bảo vệ những quả trứng.
Trong khi nhiều loài thích nghi với việc đào hang, giúp chúng sống sót trong môi trường bán khô cằn hoặc khô theo mùa, loài Myobatrachus gouldii và Arenophryne rotunda đi xa để đẻ trứng trực tiếp vào cát ẩm vài mét dưới mặt nước, chứ không phải vào nước. Các loài này thiếu nòng nọc, những quả trứng nở trực tiếp ra những con ếch nhỏ.
Những loài này thiếu đĩa chân được tìm thấy ở các loài ếch cây. Các phân họ chủ yếu được chia dựa trên thói quen đẻ trứng của họ. Những loài của phân họ Limnodynastinae làm tổ bằng bọt. Các con cái tạo bọt bằng cách kích thích các hóa chất trên làn da của mình. Bọt có thể nổi trên mặt nước, hay trên đất đai. Phân họ Rheobatrachinae chứa hai loài Rheobatrachus và phần còn lại nằm trong phân họ Myobatrachinae

## Hình ảnh

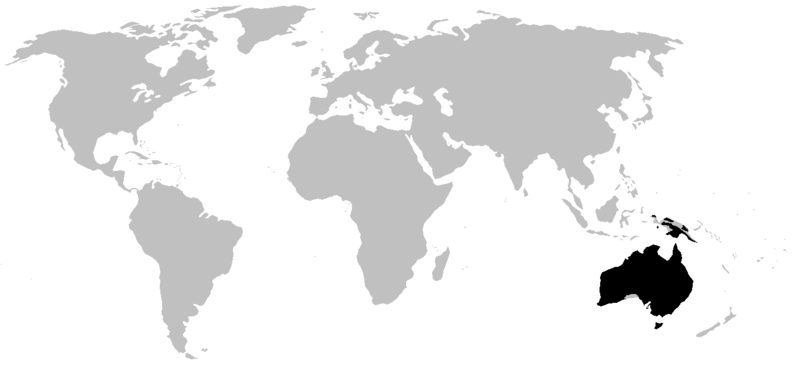
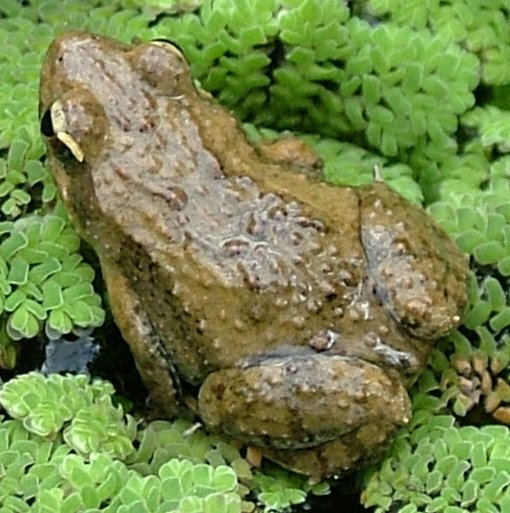
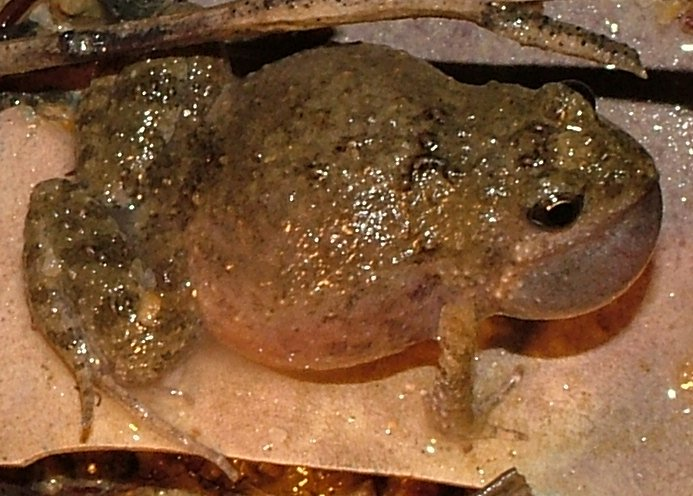

## Phân loại học
| Subfamilia      | Species | Common name                | Binomial name                       |
| --------------- | ------- | -------------------------- | ----------------------------------- |
| Limnodynastinae | 1       | Tusked frog                | Adelotus Ogilby, 1907               |
| Limnodynastinae | 6       | Giant burrowing frogs      | Heleioporus Gray, 1841              |
| Limnodynastinae | 4       | Cannibal frogs             | Lechriodus Boulenger, 1882          |
| Limnodynastinae | 11      | Australian swamp frogs     | Limnodynastes Fitzinger, 1843       |
| Limnodynastinae | 10      | Stubby frogs               | Neobatrachus Peters, 1863           |
| Limnodynastinae | 4       | Australian spadefoot toads | Notaden Günther, 1873               |
| Limnodynastinae | 2       | Burrowing frogs            | Opisthodon Steindachner, 1867       |
| Limnodynastinae | 6       | Baw Baw frogs              | Philoria Spencer, 1901              |
| Myobatrachinae  | 1       | Australian dumpy frogs     | Arenophryne Tyler, 1976             |
| Myobatrachinae  | 1       | Pouched frogs              | Assa Tyler, 1972                    |
| Myobatrachinae  | 15      | Australian froglets        | Crinia Tschudi, 1838                |
| Myobatrachinae  | 7       | Ground froglets            | Geocrinia Blake, 1973               |
| Myobatrachinae  | 1       | Nicholls' toadlets         | Metacrinia Parker, 1940             |
| Myobatrachinae  | 8       | Barred frogs               | Mixophyes Günther, 1864             |
| Myobatrachinae  | 1       | Turtle frogs               | Myobatrachus Schlegel In Gray, 1850 |
| Myobatrachinae  | 1       | Haswell's frogs            | Paracrinia Heyer & Liem, 1976       |
| Myobatrachinae  | 13      | Crowned toadlet            | Pseudophryne Fitzinger, 1843        |
| Myobatrachinae  | 1       | Sunset frog                | Spicospina Roberts et al., 1997     |
| Myobatrachinae  | 6       | Australian torrent frogs   | Taudactylus Straughan & Lee, 1966   |
| Myobatrachinae  | 25      | Australian toadlets        | Uperoleia Gray, 1841                |
| Rheobatrachinae | 2       | Gastric-brooding frogs     | Rheobatrachus Liem, 1973            |